# Tobia Loriga
Tobia Giuseppe Loriga, soprannominato Lo squalo rossoblu (Crotone, 1º marzo 1977), è un ex pugile italiano.

## Biografia
Tobia Giuseppe Loriga nasce a Crotone, in Calabria. Figlio d’arte, è cresciuto e ha iniziato a formarsi come pugile sin dalla giovinezza nella palestra Kroton Boxe gestita dal padre Salvatore Loriga . Tobia è il secondo di tre figli: il fratello più grande, Andrea, lascerà Crotone in gioventù per dedicarsi al Basket professionistico mentre il fratello più piccolo, Stefano, sarà anche lui pugile professionista della categoria pesi medi.
È in questo contesto famigliare, che Tobia cresce professionalmente cominciando a calcare ring sempre più prestigiosi, restando molto legato alla sua città natale tanto da guadagnarsi, nel tempo, il soprannome di squalo rossoblu.
Ha gestito insieme al fratello Stefano la palestra Kroton Boxe, ereditata dal padre, fino al trasferimento da Crotone in Emilia Romagna per motivi sentimentali.
Tobia Giuseppe Loriga è sposato con Alessandra Ioele e ha due figli Pierfrancesco ed Elettra, avuti dal precedente matrimonio.

## Carriera

### Carriera da dilettante
Tobia Giuseppe Loriga è stato Vice Campione Italiano canguri (1990), Campione Italiano novizio A (1993), medaglia di Bronzo al Torneo Internazionale di Alghero con la maglia della Nazionale Italiana (1995), appartenente al gruppo sportivo militare delle Forze Armate, Vice Campione d'Italia terza e seconda serie (1998-1999), Campione Italiano, Assoluti (2002).

### Carriera da professionista
Nel 2004 conquista il suo primo titolo IBF nella categoria dei pesi Super Welter, successivamente mantiene il titolo di Campione Internazionale IBF, pesi Super Welter. Nel 2007 sempre per la sigla IBF conquista il titolo del Mediterraneo Super Welter.
Tra gli avversari di Loriga spiccano Sven Paris nel 2006, imbattuto all'epoca del match e
Salvatore Annunziata, anch’egli allora imbattuto, con cui disputa nel 2008 il Titolo Italiano pesi super welter. Il 28 febbraio 2008 diventa per la prima volta Campione italiano dei pesi superwelter FPI, battendo Luca Michael Pasqua.
Il 26 aprile dello stesso anno, in Messico, subisce un KO al nono round da parte del messicano Julio César Chávez Jr., nel match valevole per il titolo WBC Continental Americas Super Welter Title.
Tra il 2013 e il 2014 combatte a Madrid contro Daniel Perez Salido vincendo - alla fine dei 10 round - il titolo WBC Latin American Champion dei Super Welter (titolo che tuttavia, in un secondo momento, non gli fu poi riconosciuto). Negli stessi anni affronta due pugili fino a quel momento imbattuti: Artem Karpets nella Donbass Arena, a Donetsk, per il titolo WBA Continental Super Welter Title e Bradley Skeete alla Copper Box Arena di Londra per il titolo WBA Inter-Continental Welter Title.
Il 3 marzo 2017 conquista il titolo di Campione italiano dei pesi welter FPI, battendo il campione uscente, il napoletano Michele Esposito. Lo perde ai punti il 23 luglio successivo contro Dario Morello. Nell'ottobre 2019 vince lo stesso titolo per la seconda volta, sconfiggendo Emanuele Cavallucci.
Sempre nel 2019 la FPI nomina suo sfidante ufficiale al suddetto Titolo italiano il pugile salernitano Dario Socci. Il match - previsto per il 2019, slittato poi a Marzo 2020 ma sospeso a causa della pandemia Covid 19 - è stato disputato il 13 Novembre 2020 a Mantova, città dei suoi Manager e Promoter Loreni e Ventura organizzatori dell'intero evento. Il match si è concluso ai punti con un verdetto di maggioranza (non unanime), in favore del Campione in carica, con i tre giudici che assegnarono i seguenti cartellini: 96-94, 96-94, 95-95.
Il 26 Febbraio 2021 all'Allianz Cloud, di Milano in diretta televisiva DAZN, perde ai punti il Titolo Italiano dei pesi welter per Decisione Unanime contro l'imbattuto Nicholas Esposito (14-0) pugile amministrato dalla Opi Since 82 dalla famiglia Cherchi.
Il 19 Marzo 2022 al Palasport Salvador Allende di Cinisello Balsamo il Campione in carica dei Welter Nicholas Esposito lancia nuovamente il guanto di sfida a Tobia Giuseppe Loriga che tenta la riconquista del titolo e nonostante i suoi 45 anni, regala una grandissima serata di Boxe.
Loriga ha totalizzato nella sua carriera 10 incontri disputati con pugili imbattuti, inoltre ha combattuto anche in Serbia, Francia e Canada.